# Rubrivivax benzoatilyticus
Rubrivivax benzoatilyticus es una bacteria gramnegativa del género Rubrivivax. Fue descrita en el año 2006. Su etimología hace referencia a degradación de benzoato. Es aerobia y móvil por flagelo polar. Tiene un tamaño de 0,7-1 μm de ancho por 2-6 μm de largo. Forma colonias redondas, lisas y convexas, con una coloración anaranjada-marrón. Se ha aislado de suelos de arrozal. 